# 恩扎卡拉語
恩扎卡拉語（Ansakara, N’sakara, Sakara, Zakara）是贊德語支下的一種語言，使用者主要分布於中非共和國，部分則在剛果民主共和國。對於一些使用者來說，恩扎卡拉語和贊德語是可以互相理解的。